# 2 Chainz
Тохид Епс (енгл. Tauheed Epps; 12. септембар 1977), познатији као 2 Chainz (раније Tity Boi), амерички је хип-хоп извођач. Био је део бенда Playaz Circle, где је дебитовао са синглом Duffle Bag Boy.

## Детињство и младост
Тохид Епс је рођен 12. септембра 1977. године у Колеџ Парку, Џорџија. Похађао је средњу школу Норт Клејтон, да би убрзо након тога уписао колеџ Alabama State University, где је оставарио изузетне резултате за њихов кошаркашки тим.

## Каријера

### 1997—2010: Playaz Circle и Disturbing tha Peace
Еппс је формирао дуо Playaz Circle који је био успешан и ограничен на сам универзитет.

### 2011—2012: Промена имена и албумBased on a T.R.U. Story
Током каријере критичари и фанови су спекулисали да његово тренутно име Тity Boi понижава особе женског пола. Иако је он током своје каријере то порицао, 2011. године је одлучио да промени име у 2Chainz, када је и објавио свој дебитантски албум Based on a T.R.U. Story. Албум се нашао на 58 место америчке билборд листе. Након тога је имао бројна гостовања познатих музичара на својим песмама, укључујући Ники Минаж, Дрејка, Лил Вејнa, Birdman, Ludacris.

## Проблеми са законом
Епс је са 15 година оптужен за поседовање кокаина. 2013. године је ухваћен у свом аутобусу са пакетом марихуане.

## Дискографија
Студијски албуми
- Based on a T.R.U. Story (2012)
- B.O.A.T.S. II: Me Time (2013)
- ColleGrove (2016)
- Pretty Girls Like Trap Music (2017)
- Rap or Go to the League  (2019)
- No Face, No Case (2020)